# ریحان‌شهر
ریحان‌شهر شهری است در استان کرمان در جنوب شرقی ایران. این شهر در شهرستان زرند و در شمال خاوری شهر زرند قرار گرفته‌است. جمعیت این شهر در سال ۱۳۸۵، برابر با ۴٫۴۶۷ نفر بوده‌است. در حال حاضر جمعیتی بالغ بر ۷٬۰۰۰ نفر دارد.
این شهر در سال ۱۳۸۳ خورشیدی با ادغام روستاهای باب تنگل سفلی و اسلام‌آباد تشکیل شد.
چشمه آب معدنی باب تنگل از نقاط دیدنی آن است که در ۳ کیلومتری شمال آبادی باب تنگل واقع شده‌است. اطراف منطقه را زمین‌های کویری احاطه کرده‌است.

## لرزه‌خیزی
با توجه به همجواری شهرستان زرند با گسل کوهبنان زمین‌لرزه‌های متعدد و شدیدی در منطقهٔ ریحان‌شهر رخ داده‌است.
روز دوشنبه، ۳۰ بهمن ۱۳۸۵ در ساعت ۰۶:۱۵:۵۸ زمین‌لرزه‌ای به بزرگای ۴٫۵ ریحانشهر را لرزاند.
موقعیت رومرکز این زمین‌لرزه ۳۱٫۱۳ شمالی و ۵۶٫۷۷ شرقی و عمق آن ۱۵ کیلومتر بود.
در سال ۱۳۸۵ باقی‌مانده واحدهای مسکونی خشت و گلی روستاهای حتکن، اسلام‌آباد و باب تنگل هم که پس از زلزله سال ۸۳ در وضعیتی نامطلوب بر جای مانده بودند نیز فروریخت. با تداوم زمین لرزه‌ها در سال ۱۳۸۵ حتی ساختمان‌های مقاوم شهر نیز دچار شکستگی و شکاف شده‌اند.

## امکانات فرهنگی
چشمه آب گرم باب تنگل
سایت پاراگلایدر صیاد شیرازی
چشمه ده اصغر
کتابخانه عمومی شهید کرموند
سالن چند منظوره ورزشی غدیر ریحانشهر
کتابخانه عمومی شهید کرموند، در سال ۱۳۶۲ در منطقه معدنی ریحان‌شهر در قالب مجتمع فرهنگی و هنری در ساختمانی به مساحت ۶۸۰ متر مربع متعلق به شرکت زغال سنگ تأسیس شد.
این کتابخانه در زمین‌لرزهٔ سال ۱۳۸۳ شهرستان زرند، آسیب جدی دید. کتابخانه عمومی شهید کرموند ریحان‌شهر در سال ۱۳۸۶ بازسازی شد و در همان سال گشایش یافت.
این کتابخانه تنها کتابخانه فعال در ریحان‌شهر است و ۸۰ متر زیربنا دارد.
در سال ۱۳۸۶ سالن چند منظوره ورزشی غدیر ریحانشهر از محل اعتبارات سفر ریاست جمهوری به استان کرمان تأسیس شد.